# أيس كمبات: أسولت هورايزن
لعبة أيس كمبات: أسولت هورايزن (بالإنجليزية: Ace Combat: Assault Horizon) ، هي لعبة لعبة فيديو فردية ، من نوع حرب الطائرات العسكرية ، أنتجت سنة 2011م من قبل شركة نامكو بانداي القابضة اليابانية .

## القصة
تتحدث قصة اللعبة عن عودة الحرب الباردة من جديد سنة 2015م ، حينما عادت بين الولايات المتحدة[ ؟ ] و روسيا إلى الصراع على المنطقة مجدداً ، وتتحدث صحيفة نيويورك تايمز عن غزو روسي جديد لمنطقة شرق أفريقيا والعالم بأكمله ، فيقوم أبطال اللعبة بعمليات عسكرية ضد الروس في بلدان كل من الإمارات العربية المتحدة وشرق أفريقيا وأوروبا وغيرها .

## اختيارات
اختارات اللعبة مناطق وأماكن عدة في كل من :
- ميامي، فلوريدا
- واشنطن
- دبي
- هاواي
- طوكيو
- موسكو
- الشرق الأوسط
- شرق أفريقيا

ستكون اللعبة الجديدة في الأول من نوعها بعد أن عرضت الديمو على متجر البلاي ستيشن 3 .

### تحكم اللعبة
تحكم اللعبة صعب وعقيم ، بسبب اقتراب الصورة أكثر لإستهداف العدو ، وعدم وضوح الصورة بسبب اقتراب الصورة للطائرة المجسمة أثناء اللعب .

## وصلات خارجية
- الموقع الرسمي في الولايات المتحدة للعبة
- الموقع الرسمي في الاتحاد الأوروبي للعبة
- الموقع الرسمي لليابان (خاص باللغة اليابانية